# Zinaida Gippius

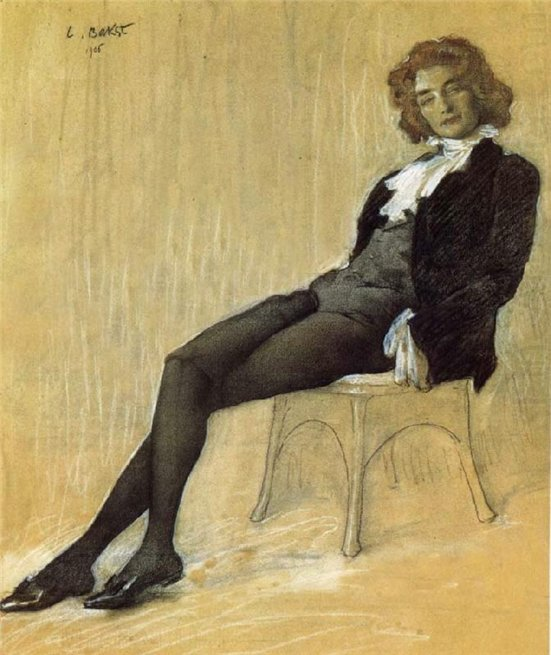
Portretul Zinaidei Gippius, realizat de Leon Bakst, 1906

Zinaida Nikolaevna Gippius (în rusă Зинаида Николаевна Гиппиус, n. 20 noiembrie (8 noiembrie stil vechi) 1869 la Belev, Gubernia Tula - d. 9 septembrie 1945 la Paris, Franța) a fost un poet simbolist rus. Zinaida Gippius a fost căsătorită cu Dmitri Merejkovski în perioada 1889–1941.  